# Pogoniulus
Pogoniulus – rodzaj ptaków z podrodziny wąsali (Lybiinae) w rodzinie tukanowatych (Ramphastidae).

## Zasięg występowania
Rodzaj obejmuje gatunki występujące w Afryce.

## Morfologia
Długość ciała 9–13 cm; masa ciała 6–21,5 g.

## Systematyka

### Etymologia
- Pogoniulus: rodzaj Pogonias Illiger, 1811 (wąsal); łac. przyrostek zdrabniający -ulus[11].
- Barbatula: fr. Barbu „wąsal, brodacz, drzym”[11]; łac. przyrostek zdrabniający -ula. Gatunek typowy: Bucco chrysoconus Temminck, 1832; młodszy homonim Barbatula Linck, 1790 (Actinopterygii).
- Xylobucco: gr. ξυλον xulon „drzewo, drewno”; rodzaj Bucco Temminck, 1820[a] (pstrogłów)[11]. Gatunek typowy: Xylobucco scolopaceus Bonaparte, 1850.
- Lignobucco: łac. lignum, ligni „drewno, drzewo”; rodzaj Bucco Temminck, 1820[a] (pstrogłów)[11]. Gatunek typowy: Xylobucco scolopaceus Bonaparte, 1850.
- Viridibucco: łac. viridis „zielony”, od virere „być zielony”; rodzaj Bucco Temminck, 1820[a] (pstrogłów)[11]. Gatunek typowy: Barbatula leucomystax Sharpe, 1892.
- Micropogonius: gr. μικρος mikros mały; rodzaj Pogonias Illiger, 1811 (wąsal)[11]. Gatunek typowy: Megalaema bilineata Sundevall, 1850.
- Microbucco: gr. μικρος mikros „mały”; nowołac. bucco „wąsal, brodal”, od łac. bucca „wydęty policzek”[11]. Nowa nazwa dla Micropogonius Roberts, 1922 ponieważ Roberts uważał, że nazwa ta jest zajęta przez Micropogonias Bonaparte, 1831 (Actinopterygii).
- Barbatulides: rodzaj Barbatula Lesson, 1837; gr. -οιδης -oidēs „przypominający”[11]. Nowa nazwa dla Barbatula Lesson, 1837.

### Podział systematyczny
Do rodzaju należą następujące gatunki:
- Pogoniulus scolopaceus (Bonaparte, 1850) – wąsaczek plamisty
- Pogoniulus simplex (G.A. Fischer & Reichenow, 1884) – wąsaczek zielonawy
- Pogoniulus leucomystax (Sharpe, 1892) – wąsaczek zielony
- Pogoniulus coryphaea (Reichenow, 1892) – wąsaczek żółtogrzbiety
- Pogoniulus atroflavus (Sparrman, 1798) – wąsaczek czerwonorzytny
- Pogoniulus subsulphureus (Fraser, 1843) – wąsaczek żółtogardły
- Pogoniulus bilineatus (Sundevall, 1850) – wąsaczek żółtorzytny
- Pogoniulus pusillus (C. Dumont, 1816) – wąsaczek czerwonoczelny
- Pogoniulus chrysoconus (Temminck, 1832) – wąsaczek żółtoczelny